# Xã Cato, Michigan
Xã Cato (tiếng Anh: Cato Township) là một xã thuộc quận Montcalm, tiểu bang Michigan, Hoa Kỳ. Năm 2010, dân số của xã này là 2.735 người.